# Proctacanthus vetustus
Proctacanthus vetustus är en tvåvingeart som först beskrevs av Walker 1836.  Proctacanthus vetustus ingår i släktet Proctacanthus och familjen rovflugor.
Artens utbredningsområde är Uruguay. Inga underarter finns listade i Catalogue of Life.